# Nassandres
Nassandres är en kommun i departementet Eure i regionen Normandie i norra Frankrike. Kommunen ligger i kantonen Beaumont-le-Roger som tillhör arrondissementet Bernay. År 2018 hade Nassandres 1 330 invånare.

## Befolkningsutveckling
Antalet invånare i kommunen Nassandres
Referens:INSEE